# Bustadtjärnen, Härjedalen
Bustadtjärnen är en sjö i Härjedalens kommun i Härjedalen och ingår i Ljusnans huvudavrinningsområde. Sjön har en area på 0,169 kvadratkilometer och ligger 518,1 meter över havet.

## Delavrinningsområde
Bustadtjärnen ingår i det delavrinningsområde (685605-139630) som SMHI kallar för Utloppet av Bustadtjärnen. Medelhöjden är 543 meter över havet och ytan är 2,4 kvadratkilometer. Det finns inga avrinningsområden uppströms utan avrinningsområdet är högsta punkten. Vattendraget som avvattnar avrinningsområdet har biflödesordning 4, vilket innebär att vattnet flödar genom totalt 4 vattendrag innan det når havet efter 298 kilometer. Avrinningsområdet består mestadels av skog (79 procent) och sankmarker (10 procent). Avrinningsområdet har 0,17 kvadratkilometer vattenytor vilket ger det en sjöprocent på 7 procent.